# Codonoblepharon menziesii

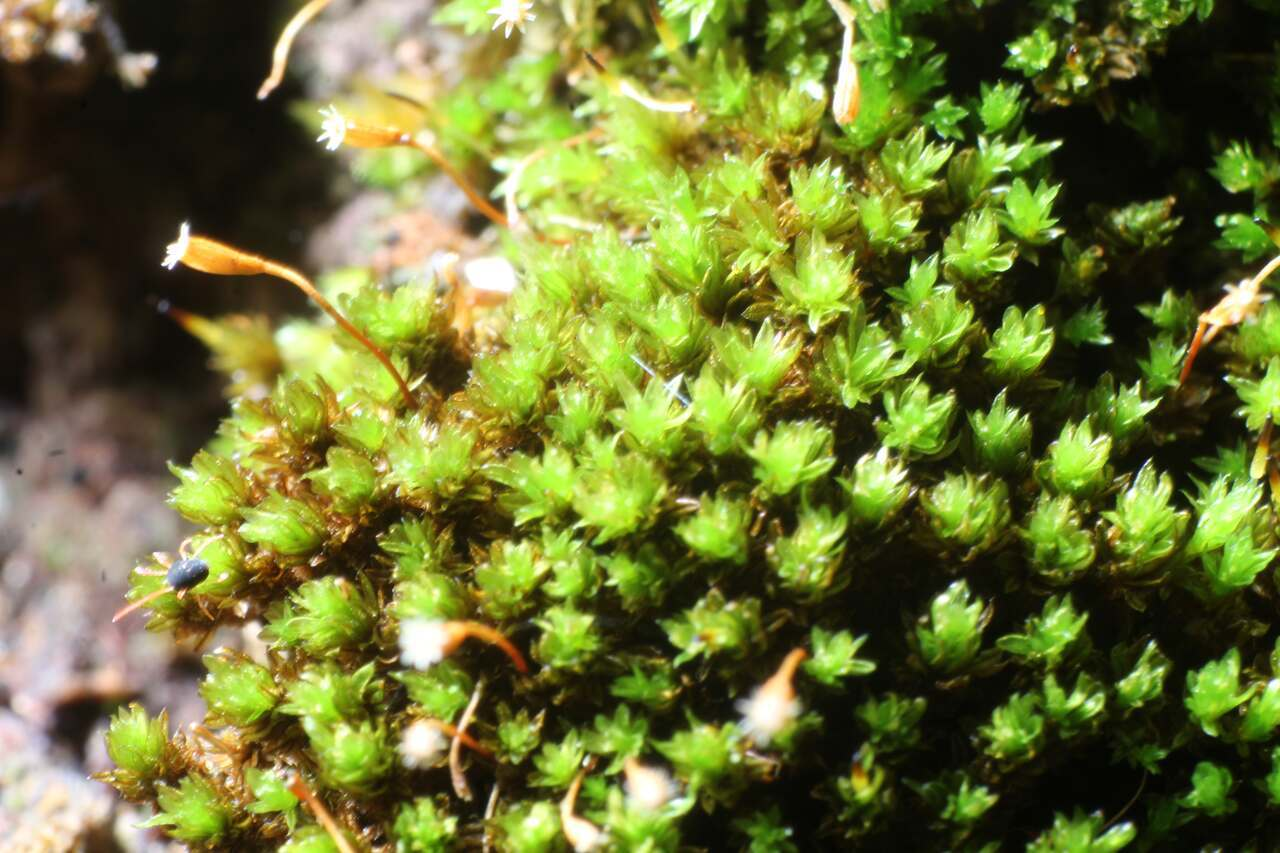
Codonoblepharon menziesii. Art av växt.

Codonoblepharon menziesii är en bladmossart som beskrevs av Schwaegrichen 1824. Codonoblepharon menziesii ingår i släktet Codonoblepharon och familjen Orthotrichaceae. Inga underarter finns listade i Catalogue of Life.